# Venus (album van Upper Wilds)
Venus is het derde studioalbum van de Amerikaanse noiserockband Upper Wilds.

## Stijl
Waar Upper Wilds' vorige album Mars (2018) de ruimtevaart bezong, koos frontman Dan Friel voor het nieuwe album voor een astrologische benadering van de planeet Venus die vernoemd is naar de Romeinse godin van de liefde. De nummers hebben simpelweg de titels 'Love Song #1' tot en met 'Love Song #10' gekregen.

## Ontvangst
Marie Rossetti van PopMatters had een negatieve eerste indruk. Zij kon de albumhoes en de naamgeving van de nummers in eerste instantie niet waarderen. De muziek heeft ze in haar recensie omschreven als "a glorious cacophony of guitar noise, pounding drums, fuzz bass, and big catchy hooks." Volgens Rossetti zouden het rauwe gitaarspel en de chaotische drumpartijen de luisteraar snel kunnen vervelen, maar weet Friel dit te voorkomen door het album kort te houden. Ze vergeleek de sound van het album met die van Dinosaur Jr., Pixies en Lightning Bolt en benoemde de punkenergie. De punkinvloeden werden ook opgemerkt door Tyler Sovelove van New Noise.
Volgens Scott Yohe van Post-Trash is het album opwindend en herluisterbaar. Hij prees het gitaarwerk dat hij "always satisfying, never lacking anything" noemde. Volgens Yohe geeft het album geen gelegenheid tot rust, maar wil de luisteraar dat ook niet. De bas en drums noemde hij "equally as interesting" als het gitaarwerk.

## Nummers
| Nr. | Titel         | Duur |
| --- | ------------- | ---- |
| 1.  | Love Song #1  | 3:13 |
| 2.  | Love Song #2  | 4:34 |
| 3.  | Love Song #3  | 3:53 |
| 4.  | Love Song #4  | 0:42 |
| 5.  | Love Song #5  | 3:19 |
| 6.  | Love Song #6  | 3:55 |
| 7.  | Love Song #7  | 2:21 |
| 8.  | Love Song #8  | 2:11 |
| 9.  | Love Song #9  | 3:37 |
| 10. | Love Song #10 | 2:18 |

## Personeel

### Bezetting
- Dan Friel (zang, gitaar)
- Jason Binnick (bas, zang)
- Jeff Ottenbacher (drums)

### Productie
- Sarah Register (mastering)